# Alonso Árciga
Roberto Alonso Árciga Romero, conocido como Alonso Árciga (Nueva Italia, Michoacán, 3 de febrero de 1992), es un exfutbolista mexicano.

## Clubes
| Club             | País   | Año         |
| ---------------- | ------ | ----------- |
| Monarcas Morelia | México | 2011 - 2012 |
| Neza FC          | México | 2012 - 2013 |
| Real Zamora      | México | 2017        |